# Guerra (famiglia)
I Guerra furono una famiglia patrizia veneziana, annoverata fra le cosiddette Case fatte per soldo.

## Storia
Pare che il nobile casato dei Guerra fosse originario della Dalmazia.
Trasferitisi in laguna, si arricchirono notevolmente con l'esercizio della mercatura. Nel 1689, furono ascritti al patriziato a seguito del sostegno finanziario garantito alla Repubblica durante la guerra che quest'ultima stava combattendo contro il Sultano per il controllo della Morea. Il 23 settembre 1771, con apposito Decreto ducale, il doge Alvise IV Mocenigo investì tale famiglia di un feudo nel rovigotto (già istituito nel 1203 dagli Estensi), di cui i Guerra erano già possessori, con titolo comitale, a seguito di un'eredità ricevuta, per via femminile, dalla famiglia Dolfin. Il Senato veneziano confermò quest'investitura con Decreto del 16 marzo 1772.
Un ramo del casato, discendente dal precedente e facente ugualmente parte Maggior Consiglio, decadde dalle prerogative del corpo patrizio per questioni burocratiche, non avendo fatto registrare all'interno del Libro d'Oro, nel tempo prescritto, un'unione matrimoniale: i membri di tale ramo passarono quindi, com'era abitudine, al ceto dei "Segretari del Senato veneziano". Costoro erano comunque investiti dei feudi friulani che erano appartenuti ai Patriarchi di Aquileia.
Dopo la caduta della Serenissima, il primo ramo ottenne dal governo imperiale austriaco il riconoscimento della patente di nobiltà con Sovrana Risoluzione del 28 giugno 1819; il secondo ramo fu nuovamente riconosciuto come nobile dell'Impero Austriaco con S.R. del 2 novembre 1821.

## Luoghi e architetture
- Villa Guerra, a Roverchiara.